# Windows Driver Model
Windows driver model (WDM) es una estrategia de Microsoft para facilitar un desarrollo simple de drivers para dispositivos compatibles Microsoft Windows 98, Windows 2000, Windows Millennium y Windows XP. 
WDM utiliza una aproximación basada en niveles, en los que las tareas comunes son implementadas dentro de un driver de clase WDM. Con WDM, los desarrolladores de drivers escriben generalmente las piezas de código más pequeñas (minipuertos) que dialogan con su hardware directamente e invocan el driver de clase apropiado para realizar el conjunto de tareas comunes.